# Plaza España (La Plata)
La Plaza España se encuentra ubicada en la ciudad de La Plata, Provincia de Buenos Aires, República Argentina. Está ubicada en la intersección de las avenidas 7 y 66.
Su nombre fue dado el 6 de abril de 1900, en honor al recibimiento que el pueblo español brindó a los tripulantes de la fragata Sarmiento en su viaje por el mundo. Para este homenaje a España se decidió hacer un monumento en el centro de la plaza, realizándose en 1910 un basamento, donde miembros de la colectividad española colocaron la piedra fundamental. Sin embargo, dicho monumento nunca se construyó.
Décadas después se pensó en construir en ese lugar un monumento al cincuentenario de la fundación de La Plata, pero en vez de eso se demolió lo construido hasta entonces y se erigió allí el Monumento a la Confraternidad Hispano-Argentina. El mismo es obra de Carlos Burtin y fue inaugurado el 12 de octubre de 1962.

## Enlaces relacionados
- Plazas de La Plata
- La Plata